# Zborówek Nowy
Zborówek Nowy (do 2012 Nowy Zborówek) – wieś w Polsce, położona w województwie świętokrzyskim, w powiecie buskim, w gminie Pacanów.
| SIMC    | Nazwa   | Rodzaj    |
| ------- | ------- | --------- |
| 0259258 | Za Wodą | część wsi |

W latach 1975–1998 miejscowość administracyjnie należała do województwa kieleckiego.
W 2012 r. zmieniono urzędowo nazwę miejscowości z Nowy Zborówek na Zborówek Nowy, zmieniając jednocześnie typ jednostki osadniczej z części wsi Zborówek na wieś. Ponadto do wsi przyłączono część miejscowości o nazwie Za Wodą, dotychczas część wsi Zborówek.